# Bifrenaria
Bifrenaria es un género de unas 21 especies de orquídeas epifitas. Se distribuyen por las selvas tropicales de Suramérica, la mayoría se encuentran en Brasil.

## Descripción
El género Bifrenaria presenta unas 21 plantas epífitas, muchas veces terrestres o rupícolas. 
Este género está compuesto por dos grupos de plantas, un grupo de plantas con flores grandes y otro grupo compuesto por las plantas conocidas como Stenocoryne.
El grupo principal presenta pseudobulbos de 4 lados, y hojas erectas, coriáceas, cuya inflorescencia nace de la base de un pseudobulbo maduro portando unas 5 flores, normalmente perfumadas. El lábelo tiene tres o cuatro lóbulos y un callo bajo y alargado. Poseen 4 polinias duras. 

## Distribución y hábitat
Se encuentran distribuidas en las selvas húmedas tropicales de Suramérica a altitudes de unos 800 metros. Las especies de Brasil tienden a tener pocas flores y grandes, mientras que las de la Amazonia producen flores más pequeñas y numerosas.

## Cultivo
Son plantas fáciles de cultivar, de temperatura intermedia, que gustan de la humedad, mucha luz y buena ventilación, debiendo de ser regadas con mayor abundancia durante su periodo de crecimiento. El substrato debe de tener buen drenaje pues sus raíces y pseudobulbos se pudren con facilidad si se mantienen húmedos por mucho tiempo.
Stenocoryne son plantas menores con inflorescencias más cargadas, con flores pequeñas que toleran menos luz.

## Taxonomía
El género fue descrito por John Lindley y publicado en The Genera and Species of Orchidaceous Plants 152. 1832. La especie tipo es: Bifrenaria atropurpurea (Lodd.) Lindley (1832) (sin. Maxillaria atropurpurea Lodd. (1832))
Etimología
Bifrenaria: nombre genérico que deriva de las palabras griegas: bi (dos); frenum freno o tira. Aludiendo a los dos tallos parecidos a tiras, estipes que unen los polinios y el viscídium. Esta característica las distingue del género Maxillaria.

## Especies deBifrenaria
Algunos autores incluyen algunas especies de Rudolfiella en este género, mientras que otros todavía consideran a Stenocoryne como un género distinto aparte. 
- Bifrenaria atropurpurea  Lindl. (1832) - Especie tipo
- Bifrenaria aureofulva  Lindl. (1843)
- Bifrenaria calcarata  Barb.Rodr. (1882)
- Bifrenaria charlesworthii  Rolfe (1894)
- Bifrenaria clavigera  Rchb.f. (1865)
- Bifrenaria grandis  (Kraenzl.) Garay (1958)
- Bifrenaria harrisoniae  (Hook.) Rchb.f. (1855)
- Bifrenaria inodora  Lindl. (1843)
- Bifrenaria leucorhoda  Rchb.f. (1859)
- Bifrenaria longicornis  Lindl. (1838)
- Bifrenaria mellicolor  Rchb.f. (1878)
- Bifrenaria racemosa  (Hook.) Lindl. (1843)
- Bifrenaria silvana  V.P.Castro (1991)
- Bifrenaria stefanae  V.P.Castro (1991)
- Bifrenaria steyermarkii  (Foldats) Garay & Dunst. (1976)
- Bifrenaria tetragona  (Lindl.) Schltr. (1914)
- Bifrenaria tyrianthina  (Lodd. ex Loudon) Rchb.f. (1854)
- Bifrenaria venezuelana  C.Schweinf. (1965)
- Bifrenaria verboonenii  G.A.Romero & V.P.Castro (2000)
- Bifrenaria vitellina  (Lindl.) Lindl. (1843)
- Bifrenaria wittigii  (Rchb.f.) Hoehne (1953)